# Элгон
Э́лгон (Э́льгон, англ. Mount Elgon) — потухший вулкан, седьмая по высоте гора Африки и вторая по высоте в Уганде.

## Этимология
Вулкан был назван в честь древнего племени Elgonyi, которое когда-то проживало в пещерах на южных склонах горы. Масаи называют вулкан «Ol Doinyo Ilgoon» (или «Masawa»), что означает «Женская грудь».

## География
Вулкан находится на Восточном Африканском плоскогорье, к северо-востоку от озера Виктория (граница Уганды и Кении). Ближайшие крупные населённые пункты со стороны Кении — Китале, со стороны Уганды — Мбале. Расположен восточнее рифта Наиваша-Баринго.

## Геология
Вулканический массив, имеющий форму щита диаметром 80—85 км, высотой 4321 м. Вершина плоская, с плохо сохранившейся кальдерой диаметром 11 км и площадью более 40 кв. километров. Первое извержение вулкана произошло более 24 миллионов лет назад, сейчас вулкан со всех сторон окружают труднопроходимые пики — высотой более 4000 метров. Наиболее древние туфы, нефелинитовые и фонолитовые лавы образованы в позднемиоценовый период, в более ранний период нефелелиниты образовали кальдеру. Есть версия, что щит представляет собой несколько слившихся щитовидных вулканов. Сложен в основном базальтами. В июне 2012 г. сошёл оползень в сторону границы Уганды, образовавшийся из-за проливных дождей. В результате схода оползня погибло 18 человек.

## Вершины
Вершины горы Элгон:
| Вершина  | Высота     | Страна                 |
| -------- | ---------- | ---------------------- |
| Wagagai  | 4320 метра | Уганда                 |
| Sudek    | 4302 метра | граница Кении и Уганды |
| Koitobos | 4222 метра | Кения                  |
| Mubiyi   | 4211 метра | Уганда                 |
| Masaba   | 4161 метра | Уганда                 |

## Пещеры
На склонах Элгона находятся 4 пещеры — Ngwarisha, Makingeny, Chepnyalil и Китум (Kitum). Пещера Китум протянулась в глубину более чем на 200 метров, и порядка 60 метров в ширину. Отложившуюся на стенах пещер соль приходящие в них слоны стесывают своими бивнями, за что получили прозвище подземных слонов. Собрать остатки соли по ночам приходят и другие млекопитающие.
С пещерами связана и еще одна история — вирус Марбург, который вызывает геморрагическую лихорадку Марбург. Марбург был одним из мест первой вспышки вируса, которая произошла в 1967 году. 18 января 1980 года после посещения пещеры Китум скончался 56-летний гражданин Франции, работавший в Западной провинции. В августе 1986 года скончался 15-летний гражданин Дании после посещения пещеры Китум.

## Фауна
На склонах Элгона обитают более 400 слонов, много буйволов, гиен, антилоп и около 300 видов птиц.

## Национальные парки
Склоны вулкана входят в национальные парки Маунт-Элгон Кении, Уганды. Оба парка включены во всемирную сеть биосферных резерватов. Национальный парк Маунт-Элгон (Mount Elgon National Park) Кении находится в управлении Службы охраны дикой природы Кении (KWS). Площадь парка 1279 км². Основан в 1968 году.